# امیلی بیچام
امیلی بیچام (انگلیسی: Emily Beecham؛ زادهٔ ۱۹۸۴) بازیگر بریتانیایی-آمریکایی است.
از فیلم‌ها یا برنامه‌های تلویزیونی که وی در آن نقش داشته‌است می‌توان به درود بر سزار!، ویلیام تل، در بدلندز و کروئلا اشاره کرد.